# 無為市

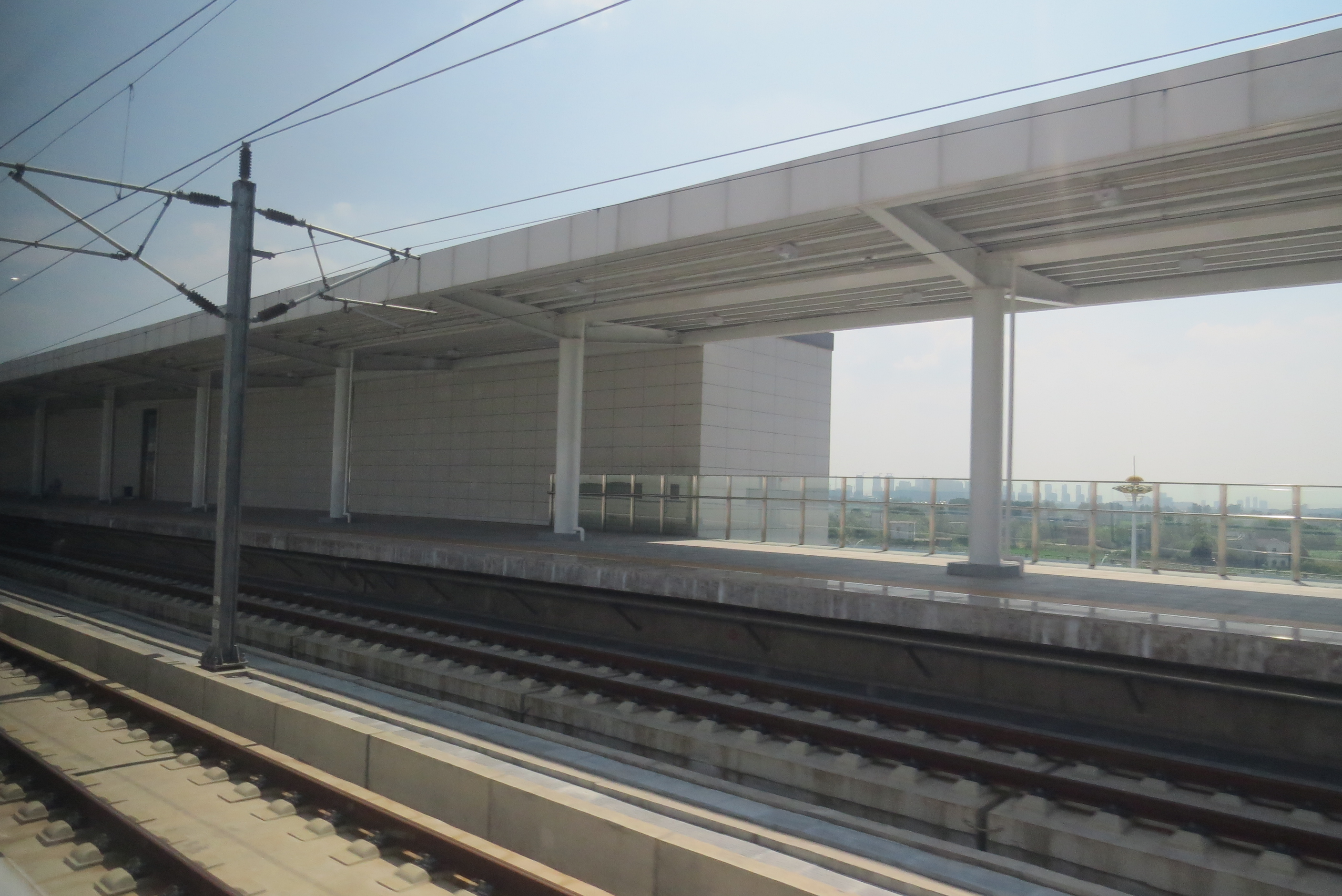
無為駅

無為市（むい-し）は、中華人民共和国安徽省蕪湖市に位置する県級市。

## 行政区画
- 鎮:無城鎮、襄安鎮、陡溝鎮、石澗鎮、厳橋鎮、開城鎮、蜀山鎮、牛埠鎮、劉渡鎮、姚溝鎮、泥汊鎮、福渡鎮、泉塘鎮、赫店鎮、紅廟鎮、高溝鎮、鶴毛鎮、十里墩鎮、崑山鎮、洪巷鎮